# TT270
La tombe thébaine TT 270 est située à Gournet Mourraï, dans la nécropole thébaine, sur la rive ouest du Nil, face à Louxor en Égypte.
C'est la tombe d'un nommé Amonemouia, prêtre-ouâb, prêtre-lecteur de Ptah-Sokar. La tombe date de la XIXe dynastie.